# Joseph Mazilier

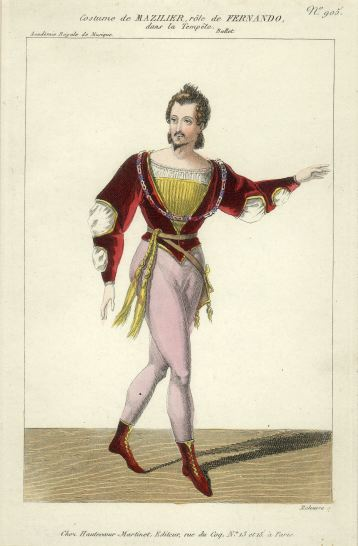
Mazilier dans La Tempête (1835)
Gravure de Maleuvre.

Joseph Mazilier (né Joseph Mazelier à Marseille le 13 mars 1797 et mort le 19 mai 1868, rue du Faubourg-Montmartre à Paris 9e) est un danseur et maître de ballet français.

## Biographie
- Danseur à Lyon de 1818 à 1821.
- Danseur à Bordeaux de 1821 à 1822.
- Danseur au Théâtre de la Porte-Saint-Martin à Paris de 1822 à 1829.
- Premier danseur à l'Opéra de Paris en 1830.
- Maître de ballet de l'Opéra de Paris de 1839 à 1851.
- Maître de ballet à Saint-Pétersbourg de 1851 à 1852.
- Maître de ballet de l'Opéra de Paris de 1852 à 1857.
- Danseur à Lyon de 1857 à 1860.
- Maître de ballet à Lyon de 1862 à 1866.
- Maître de ballet au Théâtre royal de la Monnaie à Bruxelles de 1866 à 1867.

## Rôles
- 1832 : James, dans La Sylphide de Filippo Taglioni
- 1834 : Fernando, dans La Tempête de Jean Coralli
- 1839 : Stenio, dans La Gipsy

## Chorégraphies
Paris, Opéra
- La Gypsy (28 janvier 1839)
- La Vendetta (11 septembre 1839)
- Le Diable amoureux (23 septembre 1840 ; livret lire en ligne sur Gallica)
- Lady Henriette, ou la Servante de Greenwich (22 février 1844)
- Le Diable à quatre (11 août 1845; ? - Hambourg)
- Paquita (1er avril 1846)
- Betty, musique par Ambroise Thomas (10 juillet 1846)
- Griseldis ou les Cinq Sens (16 février 1848)
- Vert-vert (24 novembre 1851)
- Orfa (29 décembre 1852)
- Aelia et Mysis, ou l'Atellane (21 septembre 1853)
- Jovita, ou les Boucaniers (11 novembre 1853)
- La Fonti (8 janvier 1855)
- Le Corsaire (23 janvier 1856; 8 juillet 1856 - Londres, Her Majesty's Theatre)
- Les Elfes (11 août 1856)
- Marco Spada (1er avril 1857)

Bruxelles, Théâtre de la Monnaie
- Le Berger et les abeilles (5 octobre 1866)
- Le Burlickman vengé (16 décembre 1866)
- Diavoline (28 décembre 1866)
- Une fête au port (1er mars 1867)